# Le Regard du roi
Le Regard du roi est un roman de l'écrivain guinéen Camara Laye écrit en français et paru en 1954 aux éditions Plon. Il s'agit d'un roman allégorique relatant les interrogations et le cheminement mystique d'un homme blanc désargenté en Afrique noire.

## Résumé
Le roman s'ouvre sur une citation en épigraphe de Franz Kafka. Il se compose ensuite de trois parties : « Adramé », « Aziana » et « Le roi ».

### Première partie: Adramé
Le roman se déroule au XXe siècle, dans un pays d'Afrique dont le nom n'est pas précisé. Dans la première partie, le personnage principal du roman, Clarence, a perdu au jeu tout son argent peu après son arrivée en Afrique et se trouve sans le sou dans la ville d'Adramé. Il décide alors d'aller trouver le roi pour se faire employer à son service. Sur une place publique où le roi doit faire une apparition, Clarence se fraye difficilement un chemin dans la foule compacte venue accueillir le souverain. Il rencontre alors un mendiant étrangement autoritaire qui lui promet de quémander cette faveur pour lui, ainsi que deux jeunes hommes turbulents, Nagoa et Noaga, que le mendiant ne cesse de rabrouer en les traitant de bons à rien. Clarence est fortement impressionné par l'apparition du roi, dont toute la personne revêt des allures de figure mystique. Cependant, le mendiant échoue dans sa requête. Il promet alors à Clarence de lui servir de guide vers le Sud, où le roi vient régulièrement rendre visite à ses vassaux et où Clarence pourrait enfin lui parler. 
Tous deux ont cependant affaire au tenancier de l'hôtel de Clarence, à qui ce dernier doit de l'argent. Clarence abandonne à contrecœur sa veste au tenancier de l'hôtel, mais, peu après, des gardes viennent arrêter Clarence sur la réclamation du tenancier qui affirme que Clarence lui a repris le vêtement. Le juge auquel est confiée l'affaire s'avère manifestement corrompu : encouragé par le mendiant, Clarence prend la fuite, rencontre une jeune femme qui l'aide en apparence mais ne fait que le ramener au tribunal où le juge s'avère être son père. Lorsque l'affaire s'arrange finalement, Clarence découvre que ce sont Nagoa et Noaga qui ont dérobé la veste. 
Enfin, Clarence et le mendiant se mettent en route, accompagnés de Nagoa et Noaga qui rentrent dans leur village au sud. La traversée de la forêt est éprouvante pour l'homme blanc, qui a le sentiment persistant de parcourir chaque jour la même portion de forêt et de s'arrêter chaque nuit dans le même village. Tous quatre finissent par franchir la forêt et arriver au village d'Aziana, où le mendiant intercède en faveur de Clarence auprès du naba et du maître des cérémonies. Durant la soirée où la boisson coule à flots, Clarence surprend une lueur redoutable dans le regard du mendiant et ne comprend pas bien la conversation que ce dernier mène avec un nommé Samba Baloum : il semble avoir été troqué en échange d'un âne que le mendiant utilise comme monture pour repartir, laissant Clarence au village.

### Deuxième partie: Aziana
Dans la deuxième partie, « Aziana », Clarence s'adapte peu à peu au mode de vie des villageois. Il fréquente Nagoa et Noaga, Samba Baloum ainsi qu'une femme nommée Akissi. Mais sa vie demeure oisive dans l'attente de la venue du roi, et il se reproche la paresse qui l'envahit. Il passe son temps à discuter en buvant de calebasses de vin, et se rend tout juste un peu utile en tissant du coton de temps en temps. Clarence passe des nuits difficiles où il est tenté de sombrer dans la bestialité. Il est souvent incommodé par une odeur de fleurs qu'Akissi apporte par bouquets dans leur case et qu'il déteste. Clarence soupçonne Akissi de le manipuler, car elle lui semble multiple, jamais tout à fait semblable à elle-même, surtout la nuit. Mais il n'arrive pas à avoir de certitude. Samba Baloum compare souvent Clarence à un coq. Un jour, un procès oppose Samba Baloum au maître des cérémonies et Clarence, qui ne doit normalement pas y assister, convainc Nagoa et Noaga de lui trouver un endroit d'où il pourra regarder discrètement le procès. Mais Clarence finit par devoir fuir pour ne pas être repéré et il passe de toit en toit, jusqu'à apercevoir la cour d'un bâtiment qui n'est autre que le sérail où vivent les femmes du naba. Clarence aperçoit de nombreux jeunes mulâtres dans la cour et conçoit des soupçons, mais on le rassure. Clarence assiste ensuite à la punition du maître des cérémonies, mais exige l'arrêt des coups de bâton devant le naba. Il doit ensuite donner son boubou à Nagoa et Noaga en échange de la ruse qu'ils lui ont indiquée pour assister au procès, mais il se retrouve nu devant le naba. Sur les conseils de Samba Baloum, il demande un autre boubou au naba.
Un jour, Clarence se réveille et ne trouve pas Akissi à son côté. Ses soupçons se renforcent. Il sort et va discuter avec le forgeron Diallo, mais les deux hommes ne parviennent pas à comprendre leurs conceptions divergentes de la justice à propos du supplice du maître des cérémonies. Clarence espère toujours la venue du roi, tandis que Diallo forge des haches toujours plus parfaites dans l'espoir d'offrir la meilleure au roi. Après s'être disputé avec Diallo, Noaga et Nagoa, Clarence veut quitter le village et part dans la forêt. Il éprouve des doutes croissants sur la réalité de son statut au village et de ses propres faits et gestes pendant les nuits. Saisi peu à peu par l'odeur de la forêt, Clarence tente d'avancer pour s'éloigner du village, mais est effrayé par le spectacle d'une, puis de plusieurs femmes-poissons qui surgissent du fleuve. Entraîné par une pesanteur accablante, il glisse dans le fleuve et progresse parmi des îles de plus en plus rapprochées, toutes hantées par d'inquiétantes femmes-poissons qui le frôlent de leurs seins et lui inspirent un terrible dégoût. Clarence se réveille alors, transporté par Samba Baloum et les deux jeunes gens, qui lui disent qu'il n'a fait que rêver et que ces femmes n'étaient que de simples lamantins.

### Troisième partie: le roi
Dans la troisième partie, « Le Roi », Clarence assiste enfin à la venue du roi à Aziana. Toujours à son attente, Clarence commence à douter que le roi viendra un jour. Il va voir une vieille sorcière, Dioki, qui inspire la plus grande peur à Nagoa et Noaga, afin de lui demander une prophétie sur le roi. Dioki vit à l'écart du village, dans une cuvette naturelle où sa bicoque est infestée de serpents. Clarence fait porter aux deux frères des offrandes pour Dioki et ses serpents. Il la prend pour une vieille folle, mais se garde de l'offenser par crainte des serpents. Dioki prophétise et Clarence a une vision du roi en route pour Aziana. Il émerge de la vision bouleversé, même si Dioki ne lui a pas dit dans combien de temps au juste le roi arrivera. Clarence soupçonne avoir dû coucher avec Dioki pour obtenir la vision, mais n'en a pas de souvenir clair. Il relate sa vision à Diallo et aux deux frères lorsque les tambours commencent à résonner, annonçant la venue imminente du roi.
Le lendemain est le jour prévu pour la venue du roi. L'attente de Clarence touche à sa fin, mais, le matin, le maître des cérémonies vient lui dire que le naba lui défend de quitter sa case. Clarence, en colère, rapporte les dires du maître des cérémonies à Samba Baloum, qui va aussitôt voir le maître des cérémonies et revient avec des nouvelles rassurantes : Clarence devra seulement s'abstenir de marcher en chaussures sur les tapis disposés sur le chemin du roi. Clarence se lave et fait revenir le maître des cérémonies. L'entretien tourne à la dispute et le maître des cérémonies déclare à Clarence qu'il se voile la face au sujet de ses activités réelles à Aziana : Clarence n'est qu'un coq, qui a été troqué par le mendiant en échange d'un âne ; il est la propriété du naba ; il a engrossé chaque nuit les femmes du sérail du naba et les jeunes mulâtres qu'il a aperçus dans la cour sont bel et bien ses enfants ; il n'a jamais su se rendre utile au village et son attente a été complètement indigne du roi au service duquel il prétend entrer. Mis en colère et profondément affecté par les paroles du maître des cérémonies, Clarence le chasse, puis demeure dans sa case, saisi par de terribles doutes. Samba Baloum, Akissi, Nagoa et Noaga tentent en vain de le convaincre de s'habiller et de sortir voir le roi. Au bout d'un temps indéfini, Clarence regarde par la fenêtre en hublot de sa case et aperçoit le roi assis sous la galerie non loin de sa maison. Son regard croise celui du roi. Subjugué, Clarence s'avance comme dans un rêve tandis que sa case s'effondre derrière lui. Dans la lumière aveuglante qu'émet la personne du roi, Clarence sort nu sur l'esplanade et rejoint le roi, qui l'accueille contre son cœur et l'enveloppe dans son manteau pour toujours.

## Histoire éditoriale
La première édition du Regard du roi paraît à Paris chez Plon en 1954. Le roman est réédité chez Presses Pocket en 1975.

## Analyse
Dans un mémoire de Master of Arts soutenu à l'université McGill de Montréal en 1986, Gisèle Virginie Kacou qualifie Le Regard du roi de « roman symbolique » dans lequel elle observe une fusion harmonieuse entre la tradition africaine et une religion d'origine étrangère, en l'occurrence le christianisme. Un symbolisme chrétien est à l'œuvre tout au long du roman, qui voit le personnage principal subir une série d'épreuves destinées à le purifier ; il accumule les fautes, mais mérite tout de même le pardon du roi à la fin du roman. Ce symbolisme est initié par la citation du Château de Kafka présente en épigraphe du roman. Selon Christophe Gudigida, le roi du Regard du roi représente Dieu. Camara Laye lui-même, dans un entretien donné à la revue Afrique en 1963, indique que le roi représente « le dieu créateur de l'univers ». Kacou indique cependant que ce symbolisme s'inscrit sur l'arrière-plan plus large des croyances de plusieurs cultures africaines en des figures d'Être suprême. 
Le Regard du roi illustre également un mysticisme présent dans l'ensemble des livres de Camara Laye. Gisèle Virginie Kacou relève l'influence de l'œuvre de Franz Kafka sur celle de Laye, aussi bien sur le plan thématique (notamment l'utilisation du rêve et du cauchemar) mais aussi, et plus spécifiquement dans Le Regard du roi, sur le plan stylistique. Camara Laye, comme Kafka, met en scène un désarroi métaphysique et traite du thème de la solitude de l'homme dans un univers sans foi ni loi. Le Regard du roi relate cependant une trajectoire aboutissant à un salut : Clarence subit un changement progressif et profond qui le mène d'un univers matérialiste à un univers spiritualiste et culmine dans une conversion mystique.

## Adaptation
Le Regard du roi a fait l'objet d'une adaptation radiophonique en trois actes par Joël Hillion diffusée en France sur France Culture en 1982.